# Rodo

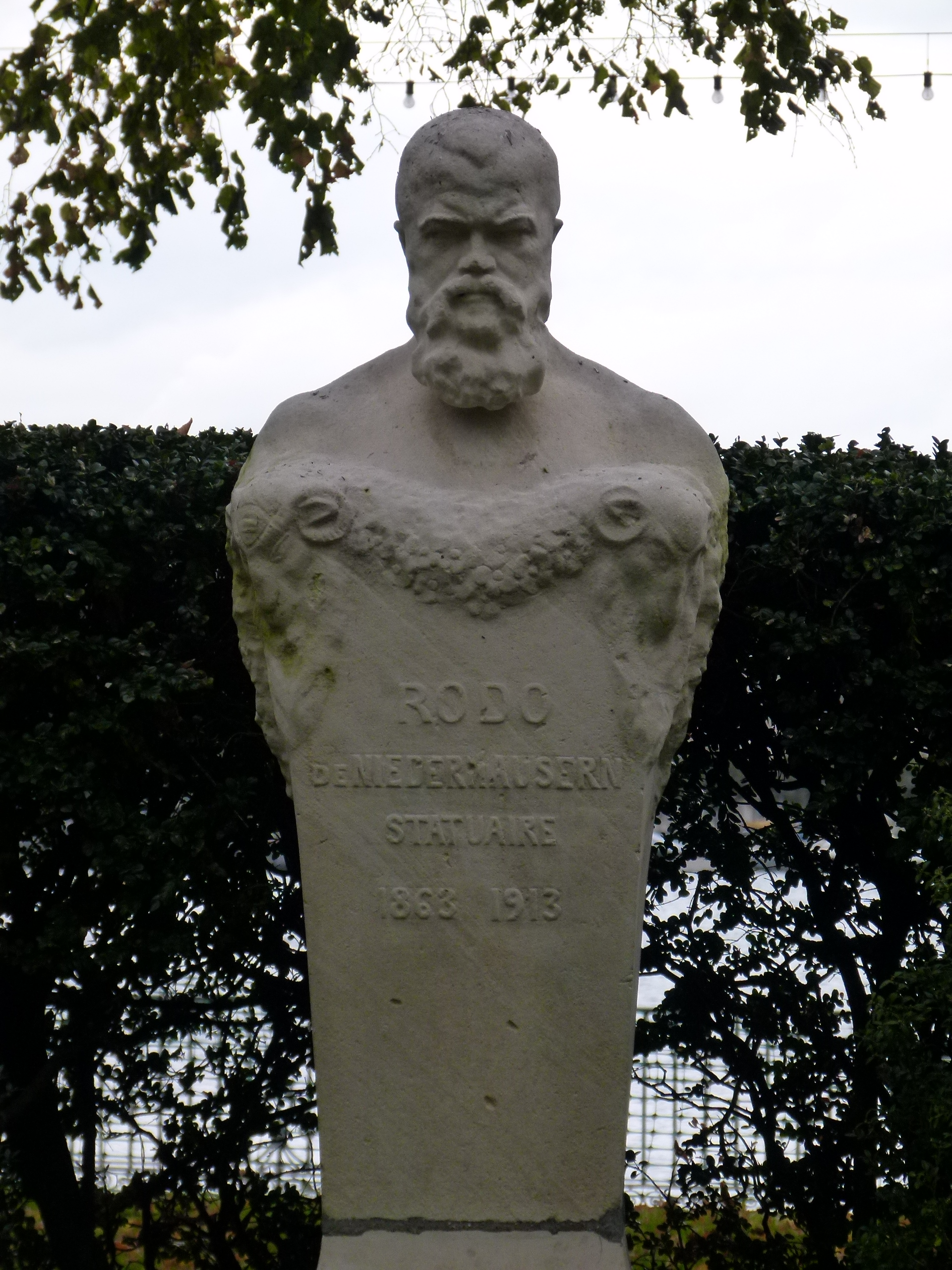
Rodo-Denkmal im Englischen Garten in Genf

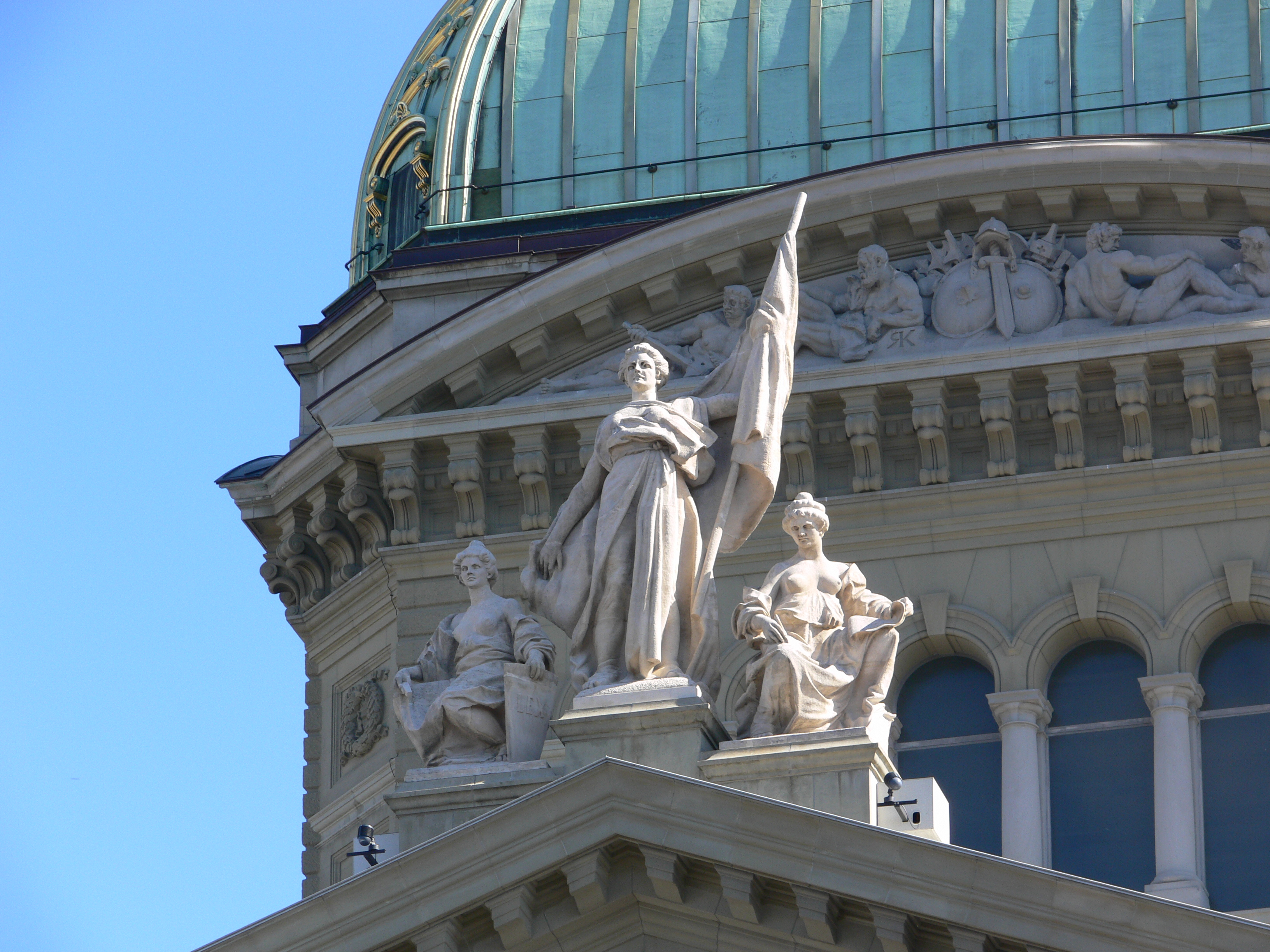
Skulpturengruppe auf dem Giebel des Bundeshauses in Bern

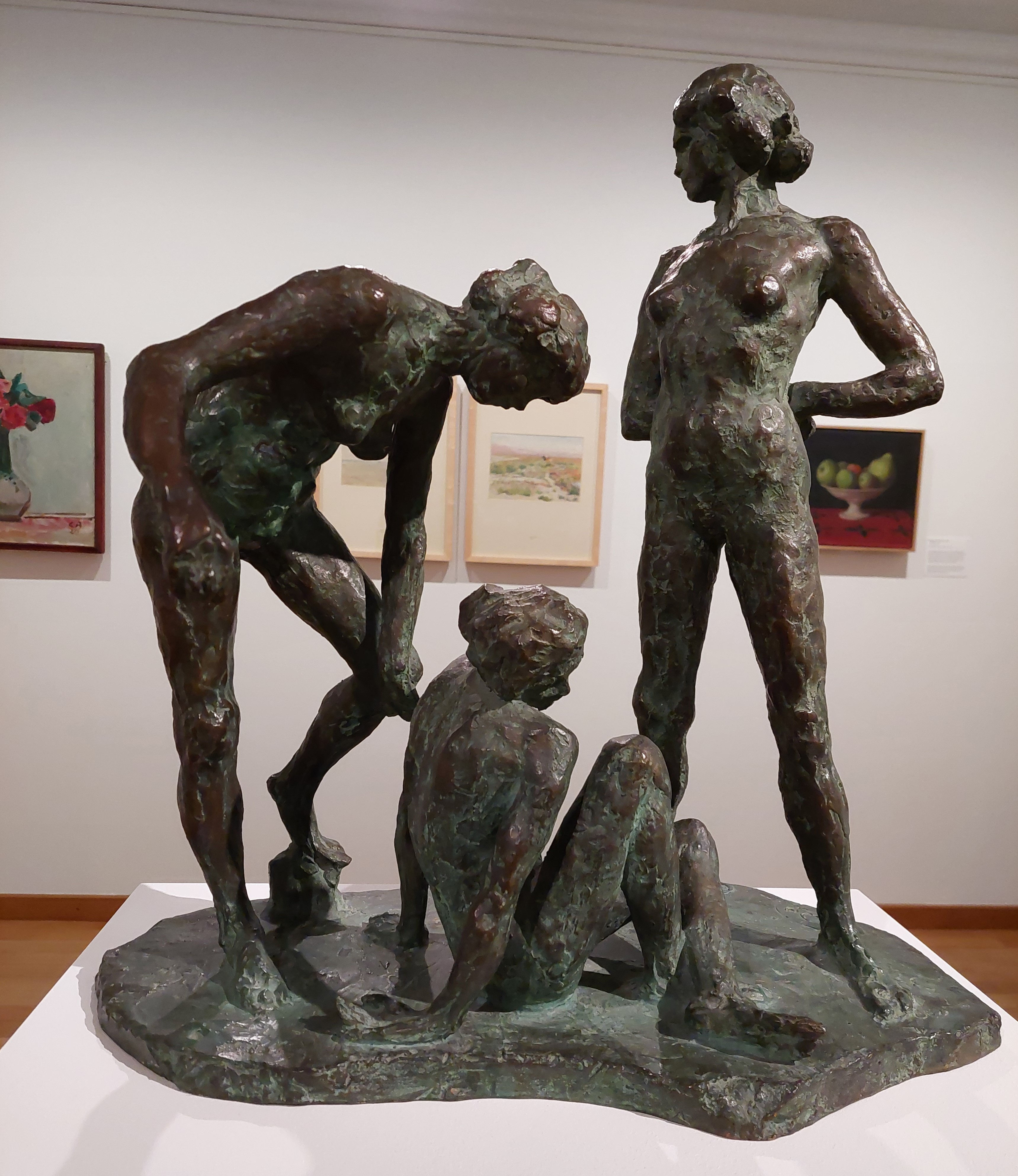
Les baigneuses (1911)

Rodo (eigentlich Auguste de Niederhäusern; * 2. April 1863 in Vevey; † 23. Mai 1913 in München) war ein Schweizer Bildhauer. Er gehört zu den bekanntesten Schweizer Vertretern des Symbolismus.

## Biografie
Der Sohn eines Kaufmanns besuchte in Genf die Kunstgewerbeschule und die Kunsthochschule. 1886 zog er nach Paris, um an der Académie Julian (bei Henri Chapu) und an der École des beaux-arts (bei Alexandre Falguière) seine Ausbildung zu vollenden. Auguste de Niederhäusern verbrachte fortan fast sein gesamtes Leben in Paris. Er stand den Anarchisten nahe und verkehrte in den Kreisen von Esoterikern und Symbolisten. Zu seinen Freunden gehörten unter anderem Antoine Bourdelle, François Pompon und Ferdinand Hodler.
1892 nahm er an der Ausstellung des Salon de la Rose-Croix teil und war die folgenden sechs Jahre ein Mitarbeiter von Auguste Rodin. Durch ihn inspiriert, legte er sich den Künstlernamen Rodo zu. 1895 erhielt er den Auftrag, ein Denkmal für Paul Verlaine zu schaffen; dieses konnte erst 1911 im Jardin du Luxembourg enthüllt werden. 1900 beteiligte er sich an der Pariser Weltausstellung; für seine Büsten von Ferdinand Hodler und Georges Favon erhielt er jeweils die Goldmedaille. Weitere Büsten fertigte er von Giovanni Giacometti und Cuno Amiet an.
Zwischen 1900 und 1902 steuerte Rodo mehrere Werke zum im Bau befindlichen Bundeshaus in Bern bei: An der Spitze des Giebels befindet sich eine dreiteilige Skulpturengruppe, welche die politische Unabhängigkeit, die Exekutive und die Legislative symbolisieren; ausserdem schuf er die Schlusssteine an den Rundbogenfenstern der Südfassade. 1910 konnte er an der zehnten Nationalen Kunstausstellung im Kunsthaus Zürich zwei Skulpturen ausstellen.
Am 4. Mai 1908 wurde in Genf das Denkmal für Jean-Gabriel Eynard an der Promenade de Bastion eingeweiht. Die Bronze Büste schuf  Rodo und das Denkmal die Architekten Alphonse Laverrière und Eugène Monod.
1912 wurde Rodo in die Ehrenlegion aufgenommen. Sein letztes Werk Jérémie stellte er 1913 kurz vor seinem Tod fertig; seit 1931 steht diese Statue vor der Kathedrale Saint-Pierre in Genf. Während eines Aufenthalts in München, wo er drei Reliefs für einen geplanten «Tempel der Melancholie» präsentieren wollte, starb er im Alter von 50 Jahren.